# Armand Van Helden
Armand van Helden (n. 16 februarie 1970 la Boston) este un DJ american, unul dintre cei mai cunoscuți reprezentanți ai stilului „speed garage”.
Printre artiștii remixați se numără: Katy Perry, Daft Punk, Britney Spears, Enrique Iglesias, David Guetta, Sam Smith, Bloc Party,  Janet Jackson, Juliet Roberts, KRS-One și Sneaker Pimps.
A utilizat motive muzicale din stilurile: funk, soul, R&B și hip hop.
Printre succesele sale se află remixarea piesei „Professional Widow” al lui Tori Amos, „My My MY” interpretat de Tara McDonald și „U Don't Know Me”.
Tatăl său este olandez din Indonezia, iar mama de origine franco-libaneză.
La 13 ani își achiziționează un sintetizator de ritm la care începe să exerseze.
În 1988 începe cursurile la Universitatea din Boston, iar nopțile le petrece în cluburi ca DJ.
În 2009, împreună cu A-Track, lansează proiectul Duck Sauce, care ajunge pe locul întâi în topurile din Austria, Elveția și Belgia și pe locuri fruntașe în alte țări europene.
1. ↑  Oxford Reference, accesat în 30 septembrie 2022
2. ↑  CONOR.SI[*] Verificați valoarea |titlelink= (ajutor)
3. ↑  Czech National Authority Database, accesat în 1 martie 2022